# أوليغ ستيفان
أوليغ ستيفان (بالإنجليزية: Oleg Stefan) (الروسية: Олег Штефанко) هو ممثل أمريكي وروسي، ولد في 7 سبتمبر 1959 في أوكرانيا. بدأ مشواره المهني سنة 1977.

## وصلات خارجية
- أوليغ ستيفان على موقع IMDb (الإنجليزية)
- أوليغ ستيفان على موقع قاعدة بيانات الفيلم (الإنجليزية)
- أوليغ ستيفان على موقع كينوبويسك (الروسية)